# 식일
식일(式日, Shikijitu)은 일본에서 제작된 안노 히데아키 감독의 2000년 드라마 영화이다. 이와이 슌지 등이 주연으로 출연하였고 난리 미유키 등이 제작에 참여하였다.

## 출연

### 주연
- 이와이 슌지
- 후지타니 아야코
- 무라카미 준
- 오타케 시노부
- 마츠오 스즈키
- 하야시바라 메구미

## 제작진
- 원작자: 후지타니 아야코
- 미술: 하야시다 유지